# Алексеев, Никита Алексеевич
Никита Алексеевич Алексеев (20 мая (1 июня) 1892, Киев, Киевский уезд, Киевская губерния, Российская империя — 2 сентября 1937, Киев, Украинская ССР, СССР) — советский государственный и партийный деятель. Первый секретарь Винницкого обкома КП(б) Украины (1932), председатель Днепропетровского облисполкома (1932—1933). Член ЦК КП(б) Украины (1930—1937). Член Оргбюро ЦК КП(б) Украины (1931—1932). Кандидат в члены Политбюро ЦК КП(б) Украины (1932—1933). Расстрелян в 1937 году, реабилитирован посмертно.

## Биография
Родился 20 мая (1 июня) 1892 года, в русской семье рабочего-штукатура. В 1903 году окончил одноклассное церковно-приходское училище в городе Киеве. В апреле 1904 г. - апреле 1907 г. — ученик продавца в книжном магазине Губанова в Киеве. В мае 1907 г. - декабре 1912 г. — наборщик типографии штаба Киевского военного округа. В 1912 году находился в Лукьяновской тюрьме Киева за революционную деятельность.
Член РСДРП(б) с 1912 года.
В январе - июле 1913 г. — наборщик типографии А. И. Тер-Абрамяна в городе Ростове-на-Дону. За революционную деятельность был арестован в Ростовской тюрьме. В августе 1913 г. - июле 1915 г. — наборщик частных типографий Полтавы, Харькова, Киева. Несколько раз был арестован. В августе 1915 г. - сентябре 1916 г. — наборщик частной типографии в городе Полтаве. Арестован и выслан в административную ссылку в Саратовскую губернию. В октябре 1916 г. - июне 1917 г. — наборщик частной типографии в городе Саратове.
В июле 1917 г. - марте 1918 г. — председатель Союза печатников в городском совете Полтавы. В январе 1918 года был членом большевистского Полтавского военно-революционного комитета. В июле - декабре 1918 г. — заведующий подпольной типографии областного комитета РСДРП(б). За подрывную большевистскую деятельность был арестован украинскими властями и заключен в Лукьяновскую тюрьму Киева.
В январе - июле 1919 г. — заместитель председателя и заведующий отделом управления Полтавского губернского исполнительного комитета. В августе - сентябре 1919 г. — особо уполномоченный Киевского губернского комитета КП(б)У в городе Чернигове. В октябре - декабре 1919 г. — заведующий фронтового бюро в Конотопе и Новгород-Северском. Одновременно возглавлял Полтавский губернский революционный комитет.
В январе 1920 г. - ноябре 1921 г. — заместитель председателя и заведующий отделом управления Полтавского губернского исполнительного комитета, заведующий отделом управления Киевского губернского исполнительного комитета. В декабре 1921 г. - сентябре 1922 г. — член Киевской губернской контрольной комиссии КП(б)У, ответственный секретарь Киевской губернской контрольной комиссии КП(б)У.
В октябре 1922 г. - апреле 1924 г. — директор Киевского полиграфического треста «Киевский печать». В мае 1924 г. - ноябре 1928 г. — заведующий Киевского окружного отдела коммунального хозяйства. В декабре 1928 г. - декабре 1929 г. — председатель Киевского окружного совета профессиональных союзов.
В январе - июле 1930 г. — ответственный секретарь Мариупольского окружного комитета КП(б)У. В августе - декабре 1930 г. — директор управления Екатерининской железной дороги в городе Днепропетровске.
Член ЦК КП(б) Украины в июне 1930 — июле 1937 г. Член Организационного бюро ЦК КП(б)У в ноябре 1931 — январе 1932 г. Кандидат в члены Политического бюро ЦК КП(б)У в январе 1932 — июне 1933 г.
В январе - 4 декабря 1931 г. — заместитель председателя Центральной контрольной комиссии КП(б)У — заместитель народного комиссара Рабоче-крестьянской инспекции Украинской ССР в городе Харькове.
С 30 ноября 1931 г. по  28 января 1932 г. — секретарь ЦК КП(б)У по снабжению.
В феврале - сентябре 1932 г. — 1-й секретарь Винницкого областного комитета КП(б)У.
С 11 октября 1932 г. по 13 мая 1933 г. — председатель исполнительного комитета Днепропетровского областного совета.
В июне 1933 г. - июне 1934 г. — 1-й секретарь Харьковского городского комитета КП(б)У. В июне 1934 г. - июле 1935 г. — 1-й секретарь Киевского городского комитета КП(б)У.
26 января—10 февраля 1934 года делегат XVII съезда ВКП(б).
С 28 июля 1935 г. по октябрь 1936 г. — нарком местной промышленности Украинской ССР. В октябре 1936 - июле 1937 г. — нарком легкой промышленности Украинской ССР.
Арестован 2 июля 1937 года. Внесен в Сталинский расстрельный список от 25 августа 1937 года («Центральный аппарат УГБ НКВД Украинской ССР») («за» 1-ю категорию Сталин и Молотов). 1 сентября 1937 г. выездной сессией Военной коллегии Верховного Суда СССР в Киеве приговорён к смертной казни по ст.ст. 54-8  («террористический акт»), 54-11 («участие в антисоветской организации») УК УкрССР. Расстрелян в ночь на 2 сентября 1937 года вместе с группой осужденных в/с ВКВС СССР ( С. А. Саркисов, А Н. Асаткин-Владимирский, А. Г. Соколов, И. А. Гаврилов, И. Ф. Федяев,  Р. Я. Потапенко, И. А. Воробьев, В. Н. Струц, А. У. Холохоленко, И. А. Сапов и др.). Место захоронения - спецобъект НКВД УкрССР «Быковня». В 1956 году ВКВС СССР реабилитирован посмертно.